# Animal (canción de Conor Maynard)
«Animal» es una canción del cantante británico Conor Maynard de su álbum debut, Contrast. Fue lanzado como el cuarto sencillo del álbum como descarga digital el 20 de enero de 2013, que cuenta con la voz de rapero, MC, compositor, productor musical y cantante Inglés Wiley (también conocido como "The Godfather of Grime"). La canción fue escrita por Conor Maynard, The Invisible Men, Sophie Stern, Kurtis McKenzie, Joey Dyer, Jon Mills y producido por The Invisible Men, The Arcade. La canción entró en el UK Singles Chart en el número 34 el 20 de enero de 2013, escalando veintiocho lugares la siguiente semana al número 6, convirtiéndose en el tercer sencillo de Maynard más alto en las listas.

## Video musical
Un vídeo musical para acompañar el lanzamiento de "Animal" fue lanzado primero en YouTube el 11 de diciembre de 2012 a una duración total de tres minutos y veintiocho segundos.

## Recepción de la crítica
Lewis Corner del blog Digital Spy dio a la canción una revisión positiva afirmando:

"Sé que me estoy acercando a la estela de corazones rotos/Espero que ella vaya a regresar para terminar lo que empezó", Conor declara sobre ritmos militantes y pared rebotando sintetizadores, mientras que Wiley salta sobre un verso de invitado para una radio edit re-swizzle. A pesar de sus súplicas de sexo cargados a "hacerme un lío" esta en desacuerdo con su encanto juvenil, 12 meses en que todavía estamos de pie por nuestro juicio de que Conor es una de las nuevas estrellas más emocionantes del pop. .

## Lista de canciones
| Álbum versión |          |          |  |
| N.º           | Título   | Duración |  |
| 1.            | «Animal» | 3:16     |  |

| Descarga digital |                                    |          |  |
| N.º              | Título                             | Duración |  |
| 1.               | «Animal» (feat. Wiley)             | 3:25     |  |
| 2.               | «Animal» (Wideboys Remix)          | 3:48     |  |
| 3.               | «Animal»                           | 3:16     |  |
| 4.               | «Diamonds» (En vivo)               | 3:21     |  |
| 5.               | «Don't You Worry Child» (Acústico) | 3:05     |  |

## Créditos y personal
- Voz principal – Conor Maynard, Wiley
- Productores – The Invisible Men, The Arcade
- Letras – Conor Maynard, The Invisible Men, Sophie Stern, Kurtis McKenzie, Joey Dyer, Jon Mills
- Sello: Parlophone

## Rendimiento en las listas
| Listas (2013)                               | Máxima posición |
| ------------------------------------------- | --------------- |
| Bélgica (Flandes) (Ultratip Bubbling Under) | 47              |
| República Checa (Rádio Top 100)             | 74              |
| Irlanda (IRMA)                              | 27              |
| Escocia (Scottish Singles Sales Chart)      | 6               |
| Eslovaquia (Rádio Top 100)                  | 34              |
| Reino Unido (UK Singles Chart)              | 6               |

## Hisorial del lanzamiento
| Región      | Fecha               | Formato          | Sello discográfico |
| ----------- | ------------------- | ---------------- | ------------------ |
| Reino Unido | 20 de enero de 2013 | Descarga Digital | Parlophone         |